# Кыргызстан на летних Олимпийских играх 2020
Кыргызстан на летних Олимпийских играх 2020 года был представлен 16 спортсменами в 7 видах спорта.
В марте 2020 года Исполком МОК, продолжая политику гендерного равенства на Олимпийских играх, одобрил изменения в протокол церемоний открытия и закрытия Игр, согласно которым у национальных олимпийских комитетов появилась возможность заявить в качестве знаменосцев одного мужчину и одну женщину.
Знаменосцами на церемонии открытия Игр сборной Кыргызстана стали Денис Петрашов и Каныкей Кубанычбекова
В связи с пандемией COVID-19 Международный олимпийский комитет принял решение перенести Игры на 2021 год.
Сборная Кыргызстана показала свой лучший результат на Олимпийских играх, завоевав две серебряные и одну бронзовую медаль. На шести Олимпийских играх до этого (1996—2016) киргизы суммарно завоевали 1 серебряную и 3 бронзовые награды.

## Медали
| Medal   | Name                | Sport  | Event                     | Date      |
| ------- | ------------------- | ------ | ------------------------- | --------- |
| Серебро | Акжол Махмудов      | Борьба | Греко-римская, до 77 кг   | 3 августа |
| Серебро | Айсулуу Тыныбекова  | Борьба | Вольная, женщины до 62 кг | 4 августа |
| Бронза  | Мээрим Жуманазарова | Борьба | Вольная, женщины до 68 кг | 3 августа |

## Состав сборной
Борьба
Вольная борьба
1. Айаал Лазарев
2. Эрназар Акматалиев
3. Айсулуу Тыныбекова
4. Мээрим Жуманазарова
5. Айпери Медет кызы

Греко-римская борьба
1. Жоламан Шаршенбеков
2. Акжол Махмудов
3. Атабек Азисбеков
4. Узур Джузупбеков

 Дзюдо
1. Владимир Золоев

 Лёгкая атлетика
1. Нурсултан Кенешбеков
2. Дарья Маслова

 Плавание
1. Денис Петрашов

 Тяжёлая атлетика
1. Бакдоолот Расулбеков

 Стрельба
1. Каныкей Кубанычбекова

 Фехтование
1. Роман Петров